# Rafik Zekhnini
Rafik Zekhnini (* 12. ledna 1998, Skien, Norsko) je norský fotbalový útočník a mládežnický reprezentant, který je od ledna 2015 hráčem A-týmu klubu Odds BK.

## Klubová kariéra
V profesionální kopané debutoval v roce 2015 v dresu norského klubu Odds BK. S týmem se představil v Evropské lize 2015/16. V prvním zápase play-off předkola (4. předkolo) proti německému klubu Borussia Dortmund přihrál při prohře 3:4 na úvodní gól.

## Reprezentační kariéra
Rafik Zekhnini nastupoval za norské mládežnické reprezentace v kategorii od 15 let.